# 高濱賛
高濱 賛（たかはま たとう、1941年 - ）は、日本出身のジャーナリスト。アメリカ合衆国在住。

## 略歴
東京都1941年6月8日生まれ。1965年カリフォルニア大学バークレー校卒業（専攻はジャーナリズム・ 国際関係論）。
1967年読売新聞社入社。ワシントン特派員、総理官邸キャップ、政治部デスクを経て、同社シンクタンク・調査研究本部主任研究員。
1995年からカリフォルニア大学ジャーナリズム大学院客員教授、1997年同上級研究員。1998年パシフィック・リサーチ・インスティテュート上級研究員、1999年同所長。
2016年からあしなが育英会「アフリカ遺児高等教育支援100年構想」を支える「賢人達人会議」メンバー。
ジャーナリストとして、日本では、『選択』、『外交』、『ブリタニカ国際年鑑』、『日経ビジネス・オンライン』、『JBpress　(ジャパン・ビジネス・プレス）』などにアメリカ関連の記事、コラムを寄稿している。アメリカでは、『ロサンゼルス・タイムズ』、『羅府新報』、『JPRリポート』などに日本の政治・社会情勢について寄稿しているほか、NPRラジオ、ローカルテレビ局に随時出演している。

## 著書
- 『中曽根外政論―総理は何を目指しているのか?』PHP研究所、1984年7月。ISBN 978-4-569-21364-4。[3]
- 『レーガンの次は誰か?―「1988年」を狙う全実力者ファイル』PHP研究所、1985年11月。ISBN 978-4-569-21674-4。[3]
- 『新「憂国論」―私たちは今何をなすべきか』アスキー、2000年2月。ISBN 978-4-7572-0677-9。[3][4]
- 『日本の戦争責任とは何か』アスキー、2001年4月。ISBN 978-4-7561-3716-6。[3][4]
- 『アメリカの歴史教科書が教える日本の戦争』アスコム、2003年7月。ISBN 978-4-7762-0062-8。[3][4]
- 『捏造と盗作―米ジャーナリズムに何を学ぶか』潮出版社〈潮ライブラリー〉、2004年10月。ISBN 978-4-267-01702-5。[3]
- 『アメリカの内戦』(マイケル・リンド著)訳 アスコム 2004年7月。ISBN 978-4-7762-0144-1[3]
- 『マイティ・ハート』(マリアンヌ・パール著)訳 潮出版社 2005年4月。ISBN 978-4-267-01707-0[4]
- 『英語は8歳までにはじめなさい!』アスコム、2007年4月。ISBN 978-4-7762-0415-2。[5]
- 『結局、トランプのアメリカとは何なのか』海竜社、2017年11月。ISBN 978-4-7593-1571-4[5]
- 『日本人が知っているようで知らないアメリカ』海竜社、2018年11月。ISBN 978-4-7593-1641-4[5]